# Мистификация на «Дредноуте»
Мистификация на «Дредноуте» — спланированная мистификация-розыгрыш, устроенная британским аристократом и поэтом Горацио де Виром Коулом в 1910 году. Коул обманул Королевский военно-морской флот Великобритании, устроив посещение его флагманского корабля HMS Dreadnought (1906) якобы делегацией абиссинской королевской семьи, роли членов которой на самом деле исполняли он и его друзья. Мистификация привлекла к себе большое внимание общественности и военных в Великобритании, продемонстрировав лёгкость, с которой немецкие агенты могут проникнуть на британские корабли. В связи с этим происшествием пресса впервые обратила внимание на группу Блумсбери, к которой принадлежали некоторые из участников розыгрыша.

## Хронология событий
В обмане участвовали Коул и пятеро его друзей: писательница Вирджиния Стивен (впоследствии Вирджиния Вулф), её брат Эдриан Стивен, Гай Ридли, Энтони Бакстон и художник Дункан Грант, которые замаскировались, затемнив себе кожу и надев восточные одежды и тюрбаны. Основным ограничением маскировки было то, что «члены королевской семьи» не могли ничего есть, иначе их грим был бы испорчен. Эдриан Стивен взял на себя роль «переводчика».
7 февраля 1910 года мистификация была приведена в действие. Коул через сообщника организовал отправку телеграммы на HMS Dreadnought, который был тогда пришвартован в Портленде, графство Дорсет. В телеграмме говорилось, что корабль должен быть готов к визиту группы членов королевской семьи из Абиссинии, при этом она якобы была подписана заместителем министра иностранных дел сэром Чарльзом Хардингом.
Коул со своей «свитой» отправился в Лондон, на вокзал Паддингтон, где заявил, что он «Герберт Чамли» из Министерства иностранных дел Великобритании, и потребовал специальный поезд до Уэймута. Станционный смотритель провёл их в лучший вагон поезда.
В Уэймуте представители военно-морского флота приветствовали «членов королевской семьи» с почётным караулом. Абиссинский флаг не был ими найден, поэтому военно-морской флот вместо него использовал флаг Занзибара, а оркестр исполнил занзибарский национальный гимн. Гости, судя по всему, не обратили на это внимания.
Группа осмотрела корабль. Якобы выражая свою благодарность и заинтересованность, они произносили бессмысленные фразы, созданные путём искажения и смешивания латинских и греческих слов, также они просили молитвенные коврики и пытались отдавать фальшивые воинские почести некоторым из офицеров. Офицер, знавший как Коула, так и Вирджинию Стивен, не узнал их.
Когда они уже собирались обратно на поезд, Энтони Бакстон чихнул и потерял накладные усы, но ему удалось приклеить их обратно, прежде чем кто-либо из членов поездной бригады смог это увидеть. Коул сказал проводнику, что абиссинские дворяне могут обедать только в белых перчатках, так как членам группы и здесь хотелось избежать проблем с гримом.
Когда мистификация была обнаружена в Лондоне, Горацио де Вир Коул связался с прессой и послал фотографию «членов королевской семьи» в газету Daily Mirror. Пацифистские взгляды группы стали источником общественного возмущения, и Королевский флот на некоторое время стал объектом насмешек. Военно-морской флот позже потребовал, чтобы Коул был арестован, но это оказалось невозможным, потому как Коул и его друзья формально не нарушали закон. Военно-морской флот направил двух офицеров, чтобы избить Коула палками в качестве наказания, но Коул проигнорировал их и возразил, что в первую очередь именно они должны быть наказаны таким образом, так как позволили так легко себя обмануть.

## Последствия
В ходе визита на Dreadnought посетители неоднократно показывали изумление и признательность, восклицая: «Бунга! Бунга!», что стало впоследствии крылатой фразой. Когда настоящий император Эфиопии Менелик II посетил Англию спустя некоторое время, многие дети кричали ему вслед «Бунга! Бунга!». По иронии судьбы впоследствии император просил разрешения осмотреть объекты военно-морского флота, но старший офицер Адмиралтейства отказался удовлетворить его просьбу — возможно, чтобы избежать дальнейших возможных проблем.
В 1915 году, во время Первой мировой войны, HMS Dreadnought протаранил и потопил немецкую подводную лодку U-29. Одна из поздравительных телеграмм по поводу этого события содержала всего два слова — «Бунга Бунга».